# Lamproscatella nigricans
Lamproscatella nigricans är en tvåvingeart som beskrevs av Nina Krivosheina 2004. Lamproscatella nigricans ingår i släktet Lamproscatella och familjen vattenflugor. Inga underarter finns listade i Catalogue of Life.